# ویر، فرانسه
ویر، فرانسه (به فرانسوی: Vire) یک کمون در فرانسه است که در Canton of Vire واقع شده‌است.

## خصوصیات
ویر ۲۲٫۵۰ کیلومترمربع مساحت و ۱۲٬۲۳۱ نفر جمعیت دارد و ۱۳۴ متر بالاتر از سطح دریا واقع شده‌است.

## خواهرخوانده
شهرهای ساچله و بواناتال خواهرخوانده‌های ویر، فرانسه هستند.